# MČR Formule 3
MČR Formule 3 celým názvem Mistrovství České republiky Formule 3 je série automobilových závodů podle předpisů Formule 3, pořádaná v České republice od roku 1995.

## Historie
Po rozpadu Československa se v České republice závodilo s auty v kategoriích Formula Škoda a Formula Easter. Závody Formule 3 byly pořádány od roku 1995, kdy byla vytvořena kategorie závodních vozů do dvou litrů. Prvním vítězem byl Tomáš Karhánek. O rok později bylo mistrovství oficiálně pojmenováno na F3. V roce 2002 došlo ke vzniku tří divizí, ve které mimo jiné vítězily vozy Škoda výrobců Faster, FiKS nebo Tomis.

## Mistři
| Sezona | Mistr                 | Tým                       | Vůz                     |
| ------ | --------------------- | ------------------------- | ----------------------- |
| 1995   | Tomáš Karhánek        | TKF Racing                | Dallara F393-Opel       |
| 1996   | Helmut Kopp           | Shannon Racing Team       | Dallara F394-Opel       |
| 1997   | Leoš Prokopec         | Leoš Prokopec Racing Team | Dallara F397-Fiat       |
| 1998   | Leoš Prokopec         | Czech National Team       | Dallara F397-Fiat       |
| 1999   | André Fibier          | Franz Wöss Racing         | Dallara F397-Opel       |
| 2000   | Marco Schärf          | Fritz Kopp Racing         | Dallara F398-Opel       |
| 2001   | Jaroslav Kostelecký   | Czech National Team       | Dallara F399-Opel       |
| 2002   | David Palmi           | Palmi Motorsport          | Faster 99-Škoda         |
| 2003   | Tomáš Chabr           | Chabr Motorsport          | Tomis 99-Škoda          |
| 2004   | Jiří Mičánek          | Mičánek Motorsport        | Van Diemen              |
| 2005   | Adam Kout             |                           | FiKS 03-Škoda           |
| 2006   | Igor Lešinský         | ASK Formule Havířov       | Van Diemen RF-01        |
| 2007   | Igor Lešinský         | ASK Formule Havířov       | Van Diemen RF-01        |
| 2008   | Tomáš Chabr           | Chabr Motorsport          | Tomis 02-Škoda          |
| 2009   | Zbyněk Passer         |                           | Van Diemen RF-02        |
| 2010   | Jan Skála             | FormulaStar Klub          | Gloria C8F-Yamaha       |
| 2011   | Petr Trnka            | Trnka Racing              | Gloria C8F-Yamaha       |
| 2012   | Petr Trnka            | Trnka Racing              | Gloria C8F-Yamaha       |
| 2013   | Christopher Höher     | Franz Wöss Racing         | Dallara F305-OPC        |
| 2014   | Christof von Grünigen | Daltec Racing             |                         |
| 2015   | Christopher Höher     | Franz Wöss Racing         | Dallara F308-Mercedes   |
| 2016   | Paolo Brajnik         | Puresport                 | Dallara F308-Volkswagen |
| 2017   | Antonín Sus           |                           | Dallara F302-Opel       |
| 2018   | Paolo Brajnik         | PB 212                    | Dallara F308-Volkswagen |
| 2019   | Tom Beckhäuser        | Franz Wöss Racing         | Dallara F308-OPC        |
| 2020   | Paolo Brajnik         |                           | Dallara F318            |